# Història del llibre
La història del llibre és una disciplina acadèmica que estudia sota diverses perspectives d'altres disciplines el llibre.
La disciplina aparegué als segles xvii i XVIII per l'activitat de bibliòfils i col·leccionistes que confeccionaven catàlegs i escrivien estudis monogràfics. La causa fou l'abundant venda de llibres al públic. Després al segle xviii va ocórrer una etapa d'erudició, on es pretenia documentar escrits d'arxiu i esbrinar la trajectòria dels tipògrafs inicials. Aquesta investigació, la realitzaven sobretot els llibrers. Més tard la història del llibre se centrà en el llibre com a objecte: la fabricació, la forma material, la difusió i la conservació. L'últim canvi important de perspectiva en va ocórrer amb els treballs de Lucien Febvre i Henri-Jean Martin que dirigiren la disciplina com una història social i, per tant, una història econòmica, cultural i política. Aleshores, la història del llibre és una història d'un mitjà de difusió.
Els aspectes que estudia aquesta disciplina són: la pràctica de la lectura i els seus problemes; les formes materials; i la història comparada del llibre.

## Antiguitat
Quan els sistemes d'escriptura es van inventar en les antigues civilitzacions, tot aquell suport sobre el qual es podia escriure es feia servir: pedra, argila, escorça dels arbres, fulles de metall. L'alfabet escrit va sorgir a Egipte al voltant del 1800 aC. Al principi, les paraules no estaven separades unes de les altres (scriptura continua) i no hi havia puntuació. Els texts s'escrivien de dreta a esquerra, d'esquerra a dreta, i fins i tot en direccions oposades en línies alternes. El terme tècnic per a aquest tipus d'escriptura es coneix com a bustròfedon, que significa literalment 'bou d'arada', per la manera en què un camperol condueix un bou per llaurar els camps.

### Rotlles

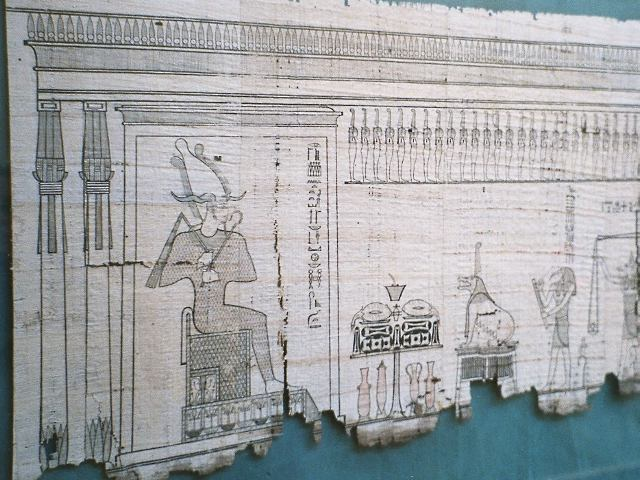
Papir egipci que mostra el déu Osiris i el pesatge del cor

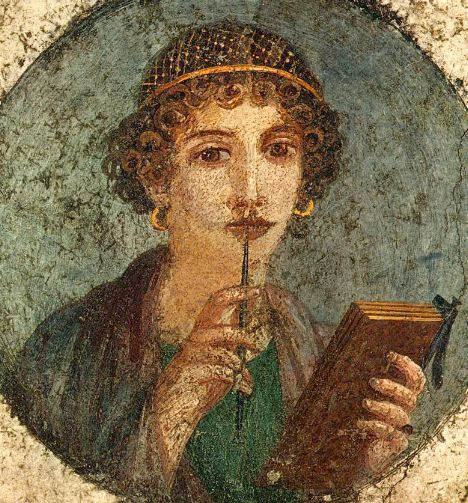
Safo sostenint un llibre (o tauletes de cera) amb forma de còdex. Pintura mural de Pompeia, abans del 79 dC

El papir, un material gruixut similar al paper, confeccionat teixint les tiges de la planta de papir, i després colpejant la fulla teixida fent servir un martell com a eina, va ser utilitzat per a escriure a l'antic Egipte, potser ja des de la primera dinastia, encara que la primera evidència dels llibres és del rei Nefererkare Kakai de la cinquena dinastia (al voltant de 2400 aC). La fulla obtinguda així era aixafada i eixugada, i proporcionava un bon papir (d'aquesta paraula papir, provinent del terme grec πάπυρος papiros, procedeix el mot paper). Generalment, empalmant diversos fulls s'obtenien rotlles, que poden arribar a diversos metres i solien guardar-se enrotllats a l'entorn d'un suport cilíndric de fusta, per això el seu nom.
L'escorça dels arbres, com el til·ler, també s'hi va utilitzar.
D'acord amb Heròdot (Història, 5:58), els fenicis van portar l'escriptura i el papir a Grècia al voltant del segle X o IX aC. La paraula grega per al papir com a material d'escriptura (biblion) i per als llibres (biblos) procedeixen del port fenici Biblos, des del qual es va exportar el papir a Grècia. Dels grecs també prové la paraula grega τόμος (tomus), que originàriament significava una 'llesca' o 'peça', i des d'aquell moment es va fer servir per a referir-se a un rotlle de papir. Tomus fou utilitzat pels llatins exactament amb el mateix significat que el de volum.
Tant si eren fets de papir, pergamí, o paper de l'Àsia oriental, els rotlles van ser la forma dominant de llibre en la cultura hel·lenística, romana, xinesa i hebrea. El format més modern que va suposar el còdex, més similar a un llibre, es va engegar en el món romà en l'antiguitat tardana, però el format de rotlles va persistir molt més de temps a l'Àsia.

### Còdex

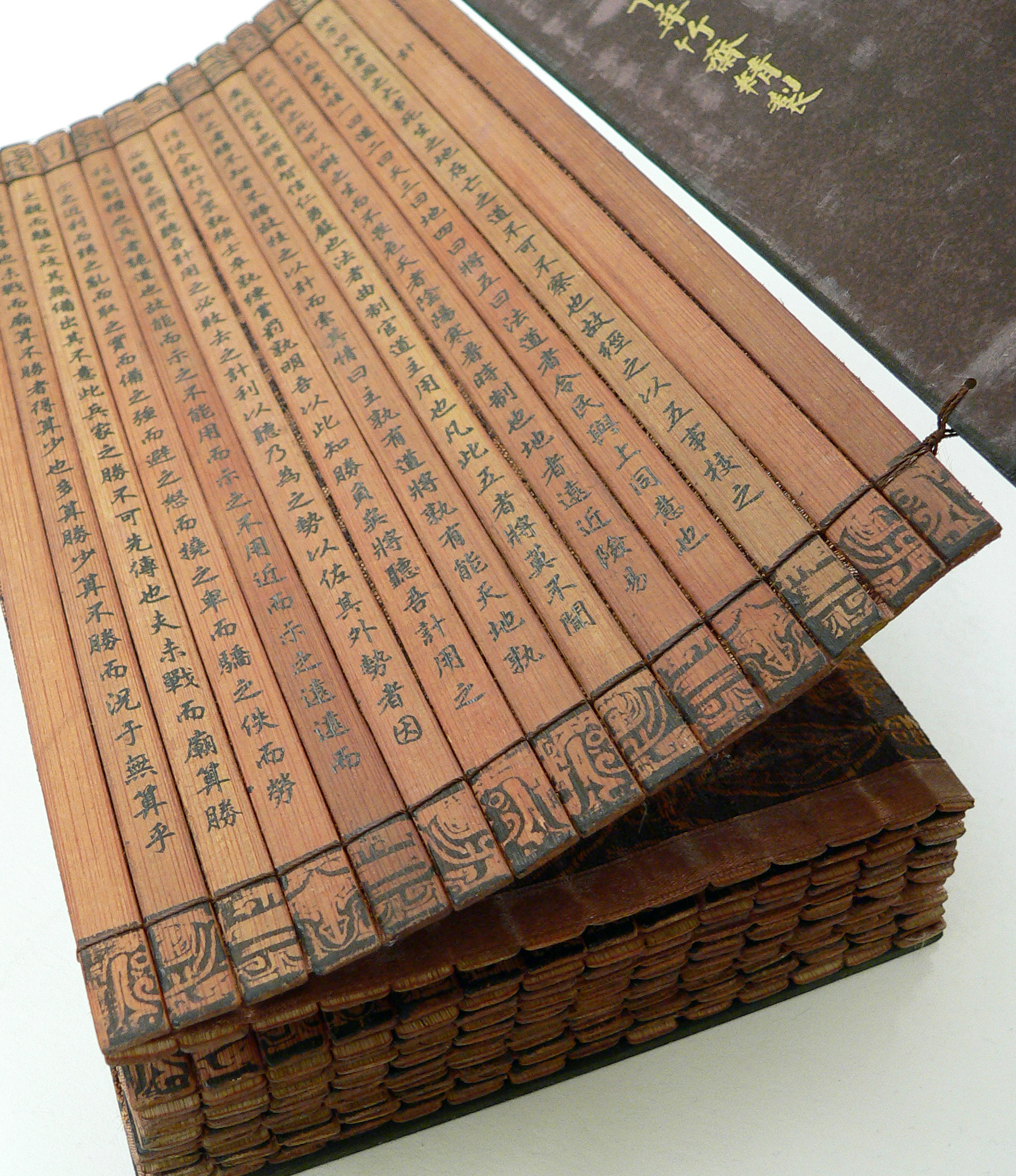
Un llibre de bambú xinès

Denominem còdex un document amb les pàgines separades, unides per una costura i enquadernades. Només anomenem còdexs els documents escrits a mà.
Els rotlles de papir encara dominaven en el segle I dC, com ho demostren els trobats a Pompeia. La primera menció escrita del còdex com una forma de llibre és de Marc Valeri Marcial, en el seu Apophoreta CLXXXIV al final del segle, en què n'elogia la compacitat. No obstant això, el còdex no va guanyar massa popularitat en el món hel·lenístic pagà, i només dins de la comunitat cristiana se'n va fer un ús generalitzat. Aquest canvi va passar gradualment durant els segles iii i iv, i les raons per a adoptar la forma de còdex són diverses: el format és més econòmic, ja que ambdós costats del material d'escriptura es poden utilitzar; és portàtil, fàcil per a consultar, i fàcil de guardar. Els autors cristians poden també haver volgut distingir els seus escrits dels textos pagans escrits sobre rotlles.
Les tauletes de cera van ser el material d'escriptura habitual a les escoles, en la comptabilitat i per a prendre notes. Tenien l'avantatge de ser reutilitzables: la cera es podia fondre i tornava a estar "en blanc". El costum d'unir diverses tauletes de cera juntes (pugillares romà) és un possible precursor dels llibres moderns (és a dir, còdex). L'etimologia de la paraula còdex ('bloc de fusta') també suggereix que pot haver-se desenvolupat a partir de tauletes de cera de fusta.
En el segle v, Isidor de Sevilla explica la relació entre còdex, llibre i rotlle en les seves Etymologiae (VI.13): "El còdex està compost de molts llibres, un llibre és d'un rotlle. S'anomena còdex a manera de metàfora dels troncs (còdex) dels arbres o les vinyes, com si es tractés d'un magatzem de fusta, perquè conté en si mateix una gran quantitat de llibres, com si fossin les branques".

## Edat mitjana

### Manuscrits

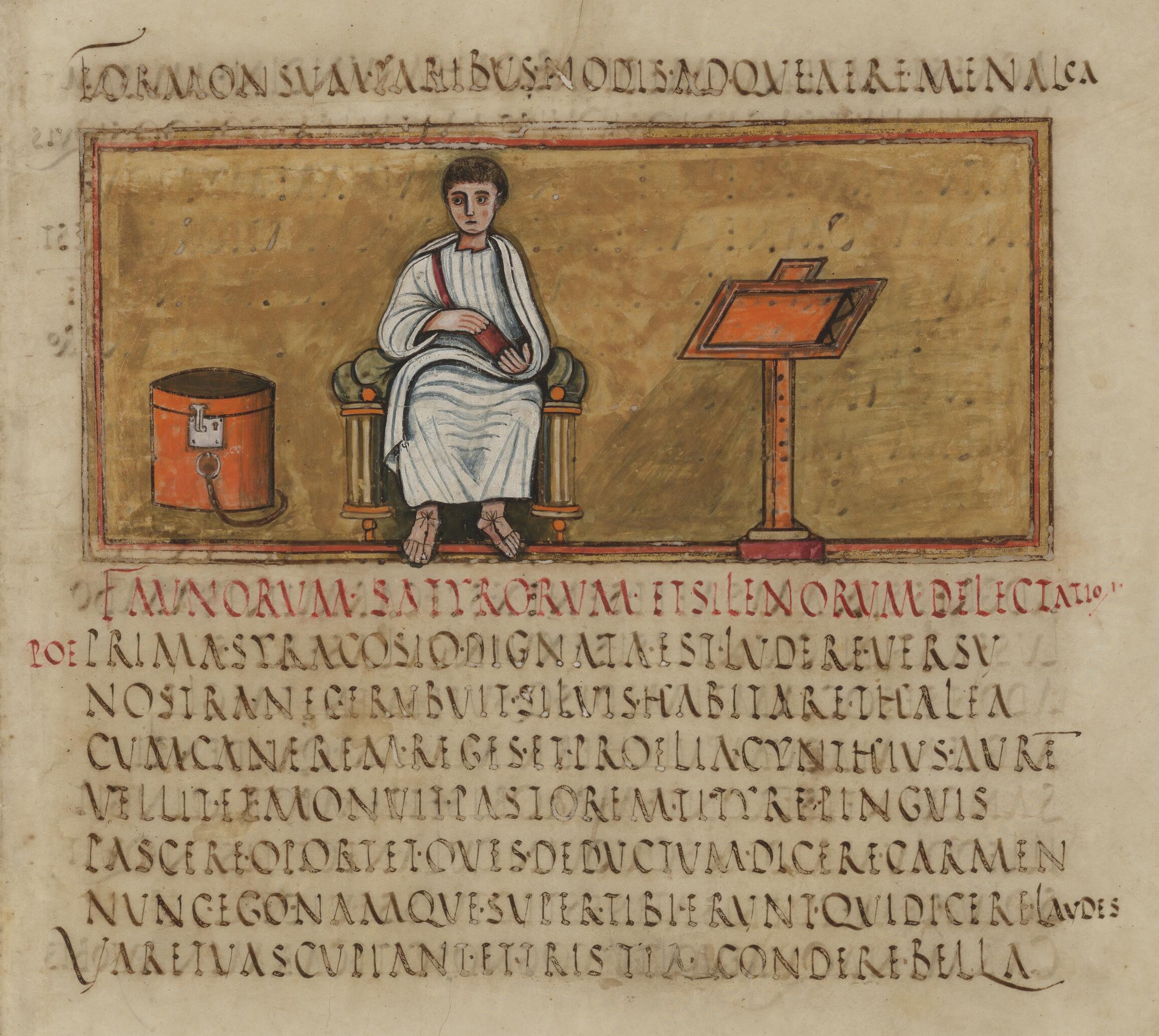
Foli 14 anvers del de Vergilius Romanus amb un autoretrat. S'observa un espai per llibres (capsa), un faristol i el text escrit sense espaiat entre paraules en capitalis rustica

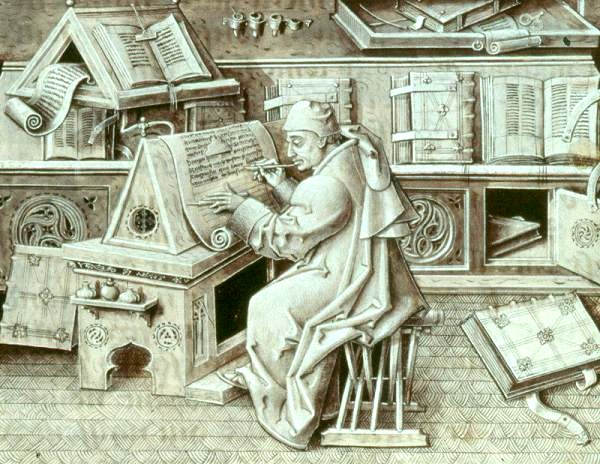
L'autor i escriba burgundi Jean Miélot, al seu manuscrit Els miracles de Notre Dame, segle XV

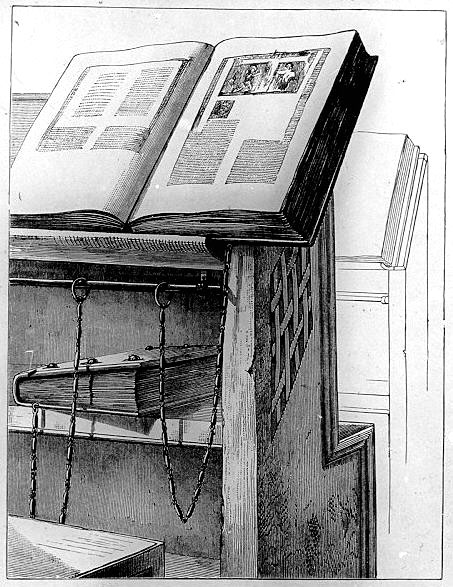
Escriptori amb llibres encadenats a la Biblioteca Malatestiana de Cesena, Itàlia

La caiguda de l'Imperi Romà en el segle v va comportar el declivi de la cultura de l'antiga Roma. El papir era difícil d'obtenir a causa de la manca de contacte amb Egipte, i el pergamí, que s'havia utilitzat durant segles, va començar a ser el principal material d'escriptura.
Els monestirs continuen la tradició d'escriure en llatí a l'Imperi Romà d'Occident. Cassiodor, al monestir de Vivarium (creat al voltant del 540), va destacar la importància de la còpia de textos. Sant Benet de Núrsia, en la seva Regla monachorum (acabada a mitjans del segle VI) també promou la lectura. La regla de sant Benet (cap. XLVIII), que preserva determinats moments per a la lectura, va exercir gran influència en la cultura monàstica de l'edat mitjana, i és una de les raons per les quals el clergat era el lector predominant. La tradició i l'estil de l'Imperi romà continua present, però a poc a poc la peculiar cultura del llibre medieval emergirà.
Abans de la invenció i adopció de la premsa, gairebé tots els llibres es copiaven a mà, i això feia els llibres cars i relativament poc freqüents. Als petits monestirs, generalment, només hi havia una dotzena de llibres. Els que eren de mida mitjana, potser arribaven a un parell de centenars. Al segle ix, les grans col·leccions arribaven al voltant de 500 volums, i fins i tot a finals de l'edat mitjana, la biblioteca pontifícia d'Avinyó i la biblioteca de París (Sorbona) atresoraven només uns 2.000 volums.
Els còdexs o llibres eren copiats i il·luminats pels monjos al scriptorium (sala d'escriptura) d'un monestir. Els llums i les espelmes hi estaven prohibits per evitar incendis, i els monjos no podien parlar per no cometre errades. Tota comunicació era duta a terme mitjançant els signes.
Hi ha quatre tipus d'escriptors: cal·lígrafs o copistes, en la producció de llibres, els que s'ocupen de la producció de base i de la correspondència; correctors, que recopilen i comparen els llibres acabats amb el manuscrit del qual s'han produït; il·luminadors, que pintaven les imatges i il·lustracions multicolors o il·luminacions, que eren l'equivalent als actuals grafistes; i rubricadors, que escrivien les rúbriques o capçaleres dels capítols i altres parts del text a destacar, que es feia habitualment amb lletres vermelles.
El procés de producció era llarg i laboriós. Calia preparar el pergamí i aplanar els fulls individualment amb un instrument rom. Després, el cal·lígraf transcrivia el text deixant en blanc les àrees de la il·lustració i la rubricació. Finalment, el llibre estava llest per a l'enquadernació.
En l'antiguitat es coneixien diferents tipus de tinta, generalment a partir de sutge i goma, i més tard també de colorants vegetals i vidriol de ferro. Això va donar a l'escriptura el típic color negre marró, però no eren aquests els únics colors utilitzats. Hi ha textos escrits en vermell, o fins i tot amb or, i per a les il·luminacions s'utilitzaven diferents colors. A vegades tot el pergamí era de color morat, i el text està escrit amb or o plata (per exemple, el Codex argenteus).
Els monjos irlandesos varen introduir l'espaiament entre les paraules en el segle VII. Això va facilitar la lectura, ja que aquests monjos tendien a estar menys familiaritzats amb el llatí. Tanmateix, l'ús dels espais entre les paraules no es convertiria en comú fins al segle xii. S'ha argumentat que l'ús d'espai entre les paraules mostra la transició de la lectura semivocalitzada a la lectura silenciosa.
Els còdexs, primers volums similars als llibres, utilitzaven pergamí o vitel·la (pell de vedell) per als fulls. Les cobertes del còdex es feien de fusta folrades de cuir. Com que el pergamí sec tendeix a agafar la forma d'abans de la seva elaboració, els còdexs van ser equipats amb fermalls i corretges. Durant l'edat mitjana, quan només les esglésies, universitats i nobles podien disposar de volums per a llegir, aquests eren sovint tancats amb clau per evitar-ne els furts. Els anomenats libri catenati ('encadenats') es van utilitzar fins al segle xviii.
Al principi, la majoria d'obres eren copiades als monestirs d'una en una. Amb el sorgiment de les universitats al segle xiii, l'ús més elevat dels manuscrits en dugué a un augment de la demanda, i va aparèixer un nou sistema per a copiar-los. Els còdexs o els llibres van ser dividits en fulls solts (pecia), que es prestaven a diferents copistes, per la qual cosa la velocitat de producció de còdexs va augmentar considerablement. El sistema fou mantingut pels gremis d'impressors, que eren seculars i produïen tant material religiós com laic.
El judaisme ha mantingut l'art de l'escriba fins al present. Segons la tradició jueva, el rotlle amb la Torà en una sinagoga ha de ser escrit a mà sobre pergamí. No és vàlid un llibre imprés, encara que la congregació pot fer-los servir per a l'oració i per a estudiar fora de la sinagoga. El sofer ('escriba') és un respectat membre de qualsevol comunitat jueva.
Avançada l'edat mitjana, els còdexs o llibres començaren a ser produïts per impressió de blocs (xilografia). La tècnica d'impressió de blocs consisteix a tallar sobre una post de fusta la imatge de cada pàgina. La post amb el relleu era, més tard, tintada i utilitzada per a crear nombrosos exemplars d'aquella pàgina. Tanmateix, crear un còdex sencer mitjançant aquest mètode era una tasca costosa, ja que necessitava una post tallada per a cada pàgina.

### Impressió xilogràfica

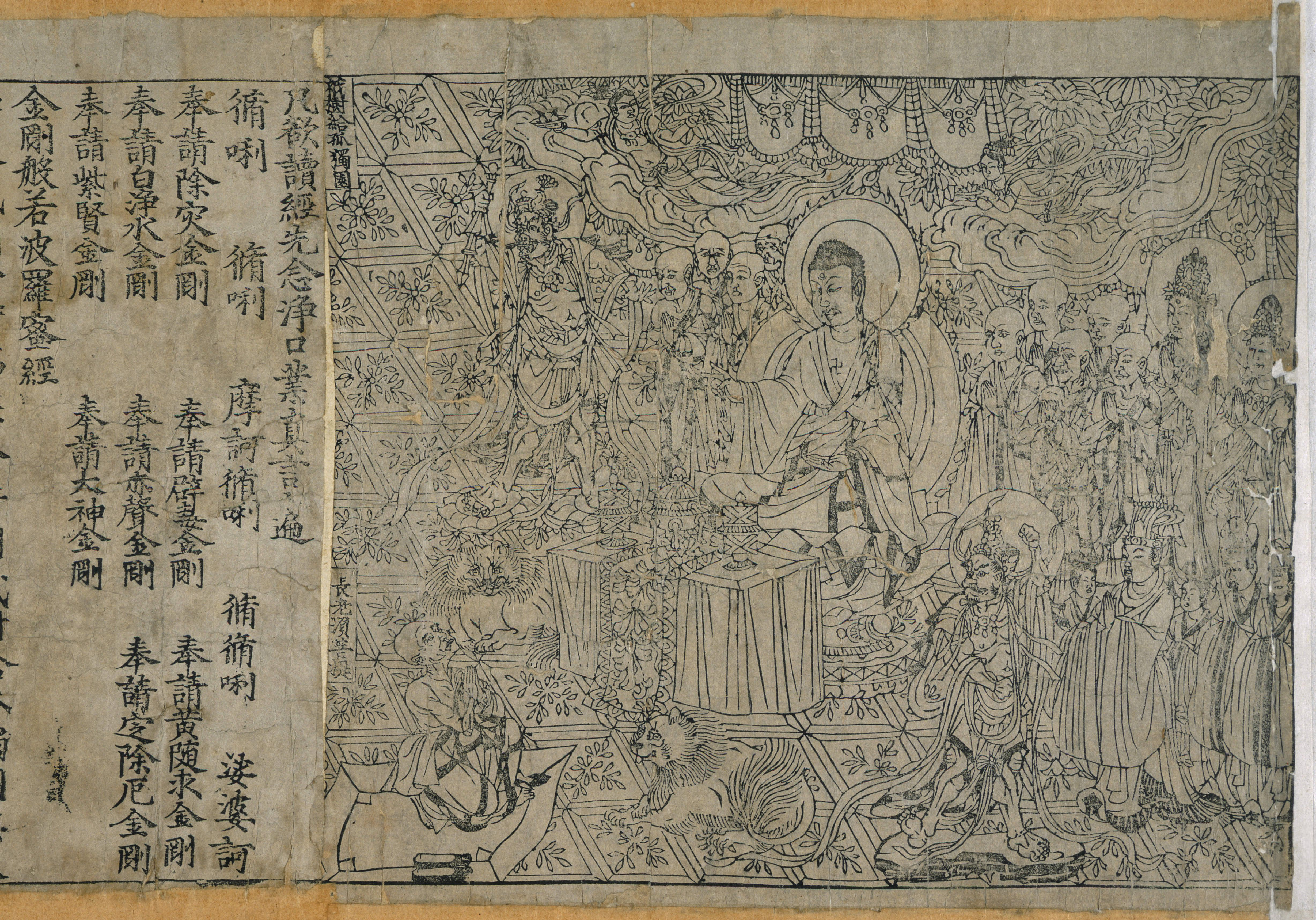
L'intricat frontispici del Sutra del Diamant a partir de la dinastia Tang de la Xina, 868 dC, Museu Britànic

En la impressió xilogràfica, es treballa amb una imatge en relleu de tota una pàgina tallada en blocs de fusta que, un cop entintada, s'utilitza per a imprimir còpies d'aquesta pàgina. Aquest mètode es va originar a la Xina, en la dinastia Han (220 aC), com a mètode d'impressió de tèxtil i més tard de paper, i va ser àmpliament utilitzat en tota l'Àsia oriental. El llibre imprès més antic fet per aquest mètode és El Sutra del Diamant (868 dC).
El mètode anomenat xilografia va arribar a Europa a principis de segle xiv. Alguns llibres coneguts com a xilografiats (Biblia pauperum, etc.), així com baralles de cartes i imatges religioses, van començar a ser produïts per aquest mètode. La creació d'un llibre sencer és un procés ardu, que requereix un bloc tallat a mà per a cada pàgina, i els blocs de fusta tendeixen a trencar-se, si es conserven per un període llarg de temps.

#### Tipus mòbils i incunables

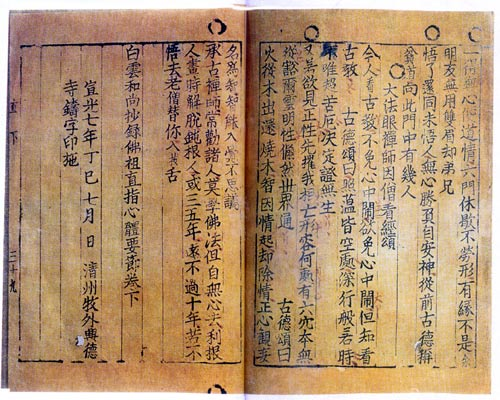
Selecció d'assignatures de savis budistes i mestres Son, el primer llibre conegut imprès amb tipus mòbils de metall, 1377. Biblioteca Nacional de França

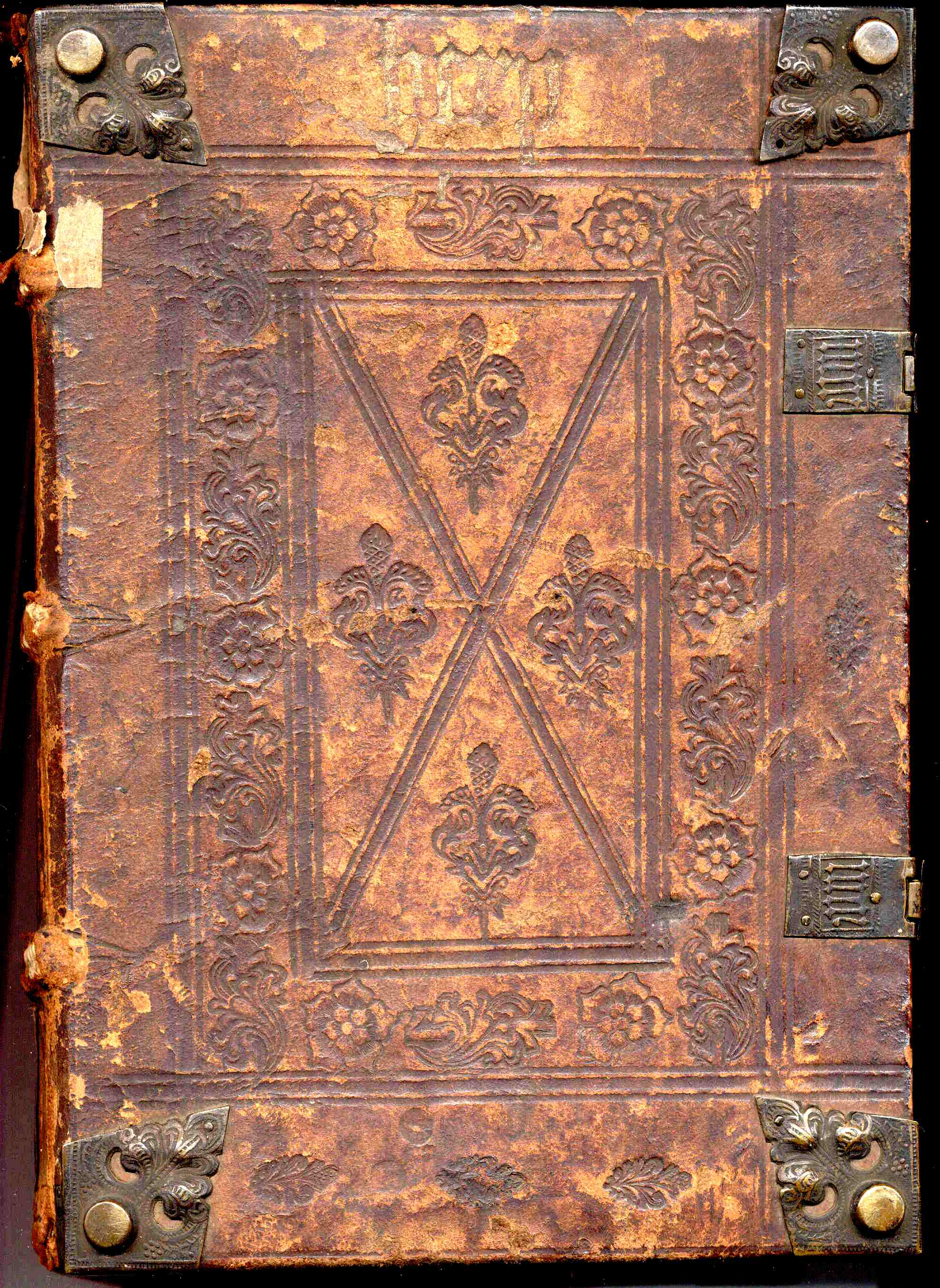
Un incunable del segle XV

L'inventor xinès Bi Sheng va fer tipus mòbils de fang al voltant de 1045, però no es coneixen exemples de la seva impressió. Els tipus mòbils de metall es van inventar a Corea en la dinastia Goryeo (al voltant de 1230), però no van ser àmpliament utilitzats a causa de l'enorme conjunt de caràcters del xinès. Al voltant de 1450, pel que comunament es considera com una invenció independent, Johannes Gutenberg va inventar els tipus mòbils a Europa, juntament amb innovacions en el tipus de fosa sobre la base d'una matriu i un motlle manual. Aquesta invenció va fer, gradualment, que els llibres fossin menys cars de produir, i més àmpliament disponibles.
Els primers llibres impresos, els fulls solts i les imatges que van ser creades abans de l'any 1501 a Europa són coneguts com a incunables. Una persona nascuda el 1453, any de la caiguda de Constantinoble, podria mirar enrere en el seu cinquantè aniversari i veure que s'havien imprès prop de vuit milions de llibres, potser més que tots els escriptors d'Europa haurien produït des que Constantí va fundar la seva ciutat l'any 330.

## Edat moderna

### Llibre imprès

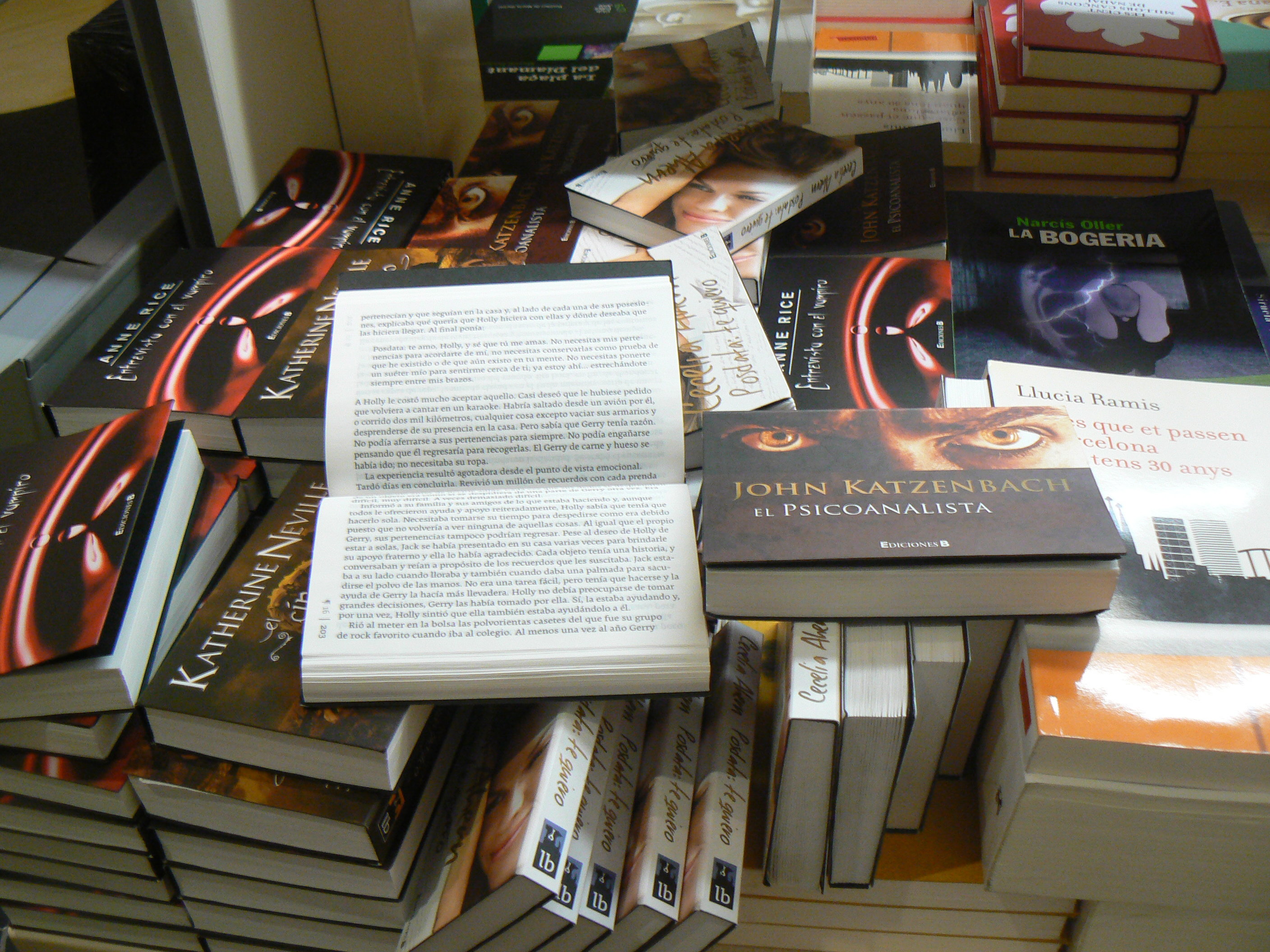
Llibre de butxaca

Les impremtes a vapor es varen fer populars a començaments dels anys 1800. Aquestes màquines podien imprimir 1.100 fulls per hora, mentre que manualment només es podien muntar 2.000 lletres per hora.
Les premses de tipus monotips i linotips es varen introduir a finals del segle xix. Es podien muntar més de 6.000 lletres per hora i una línia completa de tipus a la vegada.
Durant els segles següents, s'invertí molt d'esforç en la millora de la premsa d'impressió i la llibertat de premsa amb la progressiva relaxació de les restrictives lleis de censura, donant pas a un nou tipus de conceptes i legislació que regulen la propietat dels continguts, com per exemple la propietat intel·lectual, el domini públic i els drets d'autor.
A mitjan segle xix, el paper va començar a ser fabricat amb cel·lulosa per ser més econòmica. En fer-se més barat el cost de producció dels llibres, va augmentar la lectura del públic general. Això va fer que augmentés l'índex d'alfabetització en països industrialitzats i va facilitar la difusió d'informació durant la segona revolució industrial (1870-1914).
Tanmateix, la cel·lulosa contenia àcids que causaven l'eventual destrucció del material imprès. Actualment, les biblioteques han d'encarregar-se de desacidificar massivament els llibres més vells. Actualment, corren perill els llibres impresos entre 1850 i 1950. Els llibres més recents són impresos en paper alcalí, llibre d'àcid.
En encarregar-se de la cura dels llibres, han de prendre's en consideració la possibilitat de canvis químics a la tapa i el text. Els llibres han de ser conservats en llocs amb poca llum, lluny de la llum solar, en temperatures baixes i amb humitat moderada. Els llibres més pesats necessiten ser "premsats" entre altres volums per mantenir-ne la forma. Per aquesta raó, es recomana agrupar els llibres per la seva mida.
En l'antiguitat, les biblioteques eren un privilegi de la reialesa, institucions religioses, universitats i persones amb molts diners.
Al llarg del segle XX i XXI, s'ha experimentat un constant creixement en la demanda de llibres, sovint coneguda com l'explosió de la informació. Han aparegut també diferents tipus de llibres, com els d'il·lustracions o els de butxaca. El seu creixement no ha sigut detingut pel llibre electrònic.

## Edat contemporània

### Audiollibre
Un audiollibre és un enregistrament d'un llibre llegit en veu alta per intèrprets, locutors i locutores, narradors i narradores, en la seva versió íntegra de l'obra original i sense música de fons. Se sol distribuir en suport CD, DVD o en formats digitals com l'MP3.
Des que apareixen els llibres escrits hi ha hagut persones que els han llegit en veu alta, presencialment, a d'altres, personalment o en grups. Amb l'aparició de la ràdio i el fonògraf, aquests es llegien per trossos o per capítols també mitjançant aquests medis de comunicació i després es van començar a enregistrar contes infantils i petits relats en cintes de cassette. L'aparició de CD va permetre l'enregistrament d'obres més llargues i de millor qualitat. Actualment se'n poden obtenir per internet també. El DAISYPlayer millora l'accés dels audiollibres en format DAISY (àudio digital) permetent navegar-ne pels diferents capítols, seccions, pàgines, frases i paràgrafs.

### Llibre electrònic
A finals del 1971 va començar a desenvolupar-se allò que avui dia s'anomena llibre electrònic o digital. Michael Hart fou l'impulsor del Projecte Gutenberg, que consistia en la creació d'una biblioteca digital totalment de franc en què es pogués trobar obres d'autors com Shakespeare, Poe i Dante entre d'altres, totes obres de domini públic. El 1981 es produeix un important avenç, ja que surt a la venda el primer llibre electrònic: Random House's Electronic Dictionary.
Tanmateix fou al març del 2001 quan el llibre digital (també conegut com a ebook) va experimentar la seva màxima expansió gràcies al novel·lista Stephen King, que va llançar al mercat per la xarxa el seu Riding the Bullet. L'obra en menys de quaranta-vuit hores va vendre més de mig milió de còpies, al preu de dos dòlars i mig la còpia. El mes següent, Putin també va treure en Internet les seves memòries.
Des d'aquest moment, van començar a aparèixer diverses editorials electròniques i moltes botigues virtuals van començar a incorporar llibres electrònics als seus catàlegs. Amb l'aparició de la publicació electrònica i d'Internet, molta de la informació temporal (conversacions, intercanvi de dades per a fer un informe final, etc.) més recent o volumètrica no és impresa directament en llibres sinó distribuïda electrònicament. En canvi, en arxius, fons antics i biblioteques, es prefereix el paper, ja que tant els suports digitals (disquets, CD, usb, ipad, ebook, etc.) com els aparells per a accedir al contingut tenen un temps de vida massa limitat. També els llibres antics (medievals, del Renaixement, etc.) es conserven molt millor, gràcies a una molt major qualitat del paper i de la tinta, que els llibres editats als segles xx i XXI, amb costos molt més baixos, però una qualitat i durada de vida molt inferior.
No n'ha arribat a superar l'edició física, que s'ha revaloritzat cap al 2017.
En l'àmbit de la literatura es van aprofitar les tecnologies (les crossmedia) i l'embrancament amb altres àmbits com l'educatiu i el turisme.